# Circle Takes the Square
A Circle Takes the Square amerikai grindcore/experimental rock/screamo/post-hardcore együttes. 2000-ben alakult a Georgia állambeli Savannah városban. 

## Tagok
- Drew Speziale - gitár, zongora, billentyűk, ének (2000-)
- Kathleen Coppola Stubelek - basszusgitár, ének (2000-)
- Caleb Collins - dob, ütős hangszerek, sample, programozás, szintetizátor (2007-)

## Korábbi tagok
- Robbie Rose - ének (2000)
- Collin Kelly - gitár (2000-2002)
- Jay Wynne - dob, ütős hangszerek (2000-2005)
- Bobby Scandiffio - gitár (2004-2006)
- Josh Ortega - dob, ütős hangszerek (2005-2007)
- David Rabitor - gitár, vokál (2007-2013)

## Diszkográfia
- As the Roots Undo (2004)
- Decompositions: Volume Number One (2012)

EP-k
- Circle Takes the Square (2001)
- Document # 13: Pyramids in Cloth (split lemez a Pg. 99-al, 2002)
- Decompositions: Volume Number One, Chapter I: Rites of Initiation (2011)